# Hypsibarbus
Hypsibarbus ist eine Gattung von Karpfenfischen, die in Südostasien vorkommen.

## Beschreibung
Fische der Gattung Hypsibarbus sind mittelgroße bis große, hochrückige, seitlich stark abgeflachte Barben. Ihre Kopflänge ist größer als die Kopfhöhe, Die Augen sind moderat groß, bei adulten Tieren ist ihr Durchmesser kleiner als die Schnauzenlänge. Das Maul ist unterständig, es sind zwei Paar Barteln vorhanden. Teilweise befindet sich nach dem Hinterkopf eine Einkerbung, gefolgt von einem verlängerten aber gleichmäßig gekrümmten Nacken.
Die Schuppen sind groß. An der Seite liegen mindestens 23 und maximal 32 in einer Reihe, an der Basis der Schwanzflosse (Caudale) sind es zwei mehr. Bei den meisten Arten liegen 14 Schuppen rund um den Schwanzstiel, bei zwei Arten sind es 16, bei anderen Arten variiert die Zahl von 14 bis 16. Seitlich, zum Bauch hin sind die Schuppen silberfarben, zum Rücken hin werden sie grünlich, behalten aber die silberne Färbung. Oberhalb der Seitenlinie und am Rücken sind die Ränder der Schuppen schwarz und ergeben eine netzartige Zeichnung.
Die Flossen von Hypsibarbus sind oft hoch oder lang mit verlängerten sichelförmigen Spitzen. Der letzte ungeteilte Strahl der Rückenflosse ist ein kräftig nach hinten gezähnter Hartstrahl. Die Brustflossen sind durchsichtig, ansonsten sind die Flossen, bis auf die oft kräftig gelb bis orangerot gefärbten Afterflosse und Bauchflossen, grau. Der erste Strahl der Afterflosse und der Bauchflossen kann milchig weiß sein.
- Flossenformel: Dorsale X–XI/12–13, Anale III/10–11, Ventrale I/8, Pectorale I/13–16.[1]

## Vorkommen und Lebensraum
Vertreter von Hypsibarbus leben bevorzugt in großen Tieflandflüssen Südostasiens mit grobkörnigem, sandigem Untergrund. Gewässer mit feinem Substrat wie zum Beispiel Stauseen mit Lehm- oder Tongrund bieten der Gattung keine optimalen Lebensbedingungen. Ideale Lebensräume bieten das Flusssystem des Mekong, Mae Nam Chao Phraya, Mae Nam Mae Klong oder die Khorat-Hochebene in Thailand. Dabei bevorzugen sie bewaldete Flussabschnitte.

## Lebensweise
Während der Trockenzeit leben die Fische im Hauptstrom, wo das Wasser zu dieser Jahreszeit relativ klar ist und langsam fließt. Beim Einsetzen der Regenzeit wandern die Tiere in die Überschwemmungswälder.

## Systematik
Der Name entstammt dem Altgriechischen: Hypsibarbus, hypsi von hoch und barbus von „Bartelträger“. Die Gattung Hypsibarbus steht den Gattungen Poropuntius (Smith) und Barbodes (Bleeker) nah.

### Arten
Rainboth identifizierte anhand von Körperproportionen, Kiemen- und Schuppenanzahl sowie geographischer Verbreitung im Jahr 1996 sechs Arten in Thailand: H. lagleri, H. malcolmi, H. salweenensis, H. suvattii, H. vernayi und H. wetmorei.  Eine neuere Studie (2001) von Sunairattanaporn zählt sechs Spezies in Thailand zur Gattung Hypsibarbus:  H. lagleri, H. pierrei, H. salweenensis, H. tenasserimensis, H. vernayi und H. wetmorei, ebenfalls anhand ihrer morphologischen Erscheinung, Körperproportionen wie Schuppenanzahl. H. suvattii als  Synonym von H. lagleri, H. malcolmi als Synonym von H. pierrei und H. tenasserimensis als neue Spezies. Die von Rainboth in der Erstbeschreibung der Gattung aufgeführten Arten H. birtwistlei und H. huguenini werden inzwischen der Gattung Poropuntius zugeordnet.
Folgende Arten werden derzeit zur Gattung Hypsibarbus gerechnet:
- Hypsibarbus annamensis – Vietnam
- Hypsibarbus lagleri – Endemit des mittleren Mekong Flussgebietes
- Hypsibarbus macrosquamatus – Vietnam
- Hypsibarbus malcolmi – Mekong, Chao Phraya und Mae Klong Flussgebiet (Thailand) sowie Malaiische Halbinsel
- Hypsibarbus myitkyinae – Myanmar
- Hypsibarbus oatesii – Myanmar
- Diamantbarbe (Hypsibarbus pierrei Sauvage, 1880) – Thailand bis Vietnam und Malaysia
- Hypsibarbus salweenensis – Südostasien, beschränkt auf Saluen Flussgebiet
- Hypsibarbus suvattii –  Vietnam, Südost Thailand, Südwest Kambodscha und Mae Klong Flussgebiet in Thailand
- Hypsibarbus vernayi –  Mekong, Chao Phraya und Mae Klong Flussgebiet (Thailand)
- Hypsibarbus wetmorei – Mae Klong und Chao Phraya Flussgebiet (Thailand), Mekong sowie Malaiische Halbinsel